# ديبورتيفو مونغومو
نادي ديبورتيفو مونغومو، هو نادي كرة قدم غيني استوائي مقره مدينة مونغومو. يشارك في دوري الدرجة الأولى الغيني الاستوائي، وفاز بالدوري في أعوام 1980 و1997 و2010 و2022 و2024.

## الإنجازات
- الدوري الغيني الاستوائي الممتاز : 5

1980، 1997، 2010، 2021–22، 2023–24.
- كأس غينيا الاستوائية : 1

2015

## الأداء في مسابقات الاتحاد الإفريقي لكرة القدم
- دوري أبطال إفريقيا : 2

2011 - الدور التمهيدي
2024–25 - الدور الأول

## اللاعبين

### الفريق الحالي
آخر تحديث 21 أغسطس 2024.
ملاحظة: تشير الأعلام إلى المنتخب الوطني على النحو المحدد في قواعد الأهلية للفيفا. قد يحمل اللاعبون أكثر من جنسية واحدة غير تابعة للفيفا.
| الرقم | البلد            | المركز | اللاعب                   |
| ----- | ---------------- | ------ | ------------------------ |
| 1     | غينيا الاستوائية | حارس   | ميغيل أنخيل أوسكار إياما |
| 2     | غينيا الاستوائية | مدافع  | سيرجيو ميغيل أسومو       |
| 3     | غينيا الاستوائية | مدافع  | رونالدو أوندو            |
| 4     | جمهورية الكونغو  | مدافع  | رينلفي ماساتو            |
| 5     | ساحل العاج       | مدافع  | موسى كوني                |
| 6     | ساحل العاج       | وسط    | مامادو ديابي             |
| 8     | الكاميرون        | وسط    | جان كالفين نيام سونلا    |
| 9     | جمهورية الكونغو  | مهاجم  | هيوز نبابا               |
| 10    | ساحل العاج       | وسط    | ألو ديارا                |
| 11    | غينيا الاستوائية | مهاجم  | خوسيه إيسونو             |

| الرقم | البلد            | المركز | اللاعب                                    |
| ----- | ---------------- | ------ | ----------------------------------------- |
| 12    | غينيا الاستوائية | مدافع  | فيدال أباغا                               |
| 13    | غينيا الاستوائية | حارس   | هيرموجينيس نغويما                         |
| 14    | غينيا الاستوائية | مدافع  | كريستيان نزانغ [الإنجليزية] (قائد الفريق) |
| 15    | غينيا الاستوائية | مدافع  | توماس نسو                                 |
| 16    | ساحل العاج       | مهاجم  | ستيفان يابو                               |
| 18    | الكاميرون        | مهاجم  | رينيه نكوت                                |
| 19    | الكاميرون        | مهاجم  | فرانك غاي ماسودا                          |
| 22    | غينيا الاستوائية | مدافع  | رافائيل نغويما                            |
| 25    | غينيا الاستوائية | وسط    | خوسيه لويس إيتوها                         |
| 27    | غينيا الاستوائية | وسط    | خوليو إيدو                                |

## روابط خارجية
- الملف الشخصي للفريق في Soccerway
- الملف الشخصي للفريق في ZeroZeroFootball